# Arquitectura cognitiva
Una arquitectura cognitiva se refiere tanto a una teoría sobre la estructura de la mente humana como a una instancia computacional de dicha teoría utilizada en los campos de la inteligencia artificial (IA) y la ciencia cognitiva computacional. Los modelos formalizados se pueden utilizar para perfeccionar aún más una teoría integral de la cognición y como un programa útil de inteligencia artificial. Arquitecturas cognitivas exitosas incluyen a ACT-R (Control Adaptativo del Pensamiento - Racional) y a SOAR.  La investigación sobre arquitecturas cognitivas como instanciación de software de teorías cognitivas fue iniciada por Allen Newell en 1990.
El Instituto de Tecnologías Creativas define la arquitectura cognitiva como: hipótesis sobre las estructuras fijas que proporcionan una mente, ya sea en sistemas naturales o artificiales, y cómo trabajan juntas —en conjunto con el conocimiento y las habilidades incorporadas dentro de la arquitectura— para producir un comportamiento inteligente en una diversidad de entornos complejos.

## Historia
Herbert A. Simon, uno de los fundadores del campo de la inteligencia artificial, afirmó que la tesis de 1960 de su alumno Ed Feigenbaum, EPAM proporcionaba una posible «arquitectura para la cognición» porque incluía algunos compromisos sobre cómo funcionaba más de un aspecto fundamental de la mente humana  (en el caso de EPAM, la memoria humana y el aprendizaje humano).
John R. Anderson inició la investigación sobre la memoria humana a principios de la década de 1970 y su tesis de 1973 con Gordon H. Bower proporcionó una teoría de la memoria asociativa humana. Incluyó más aspectos de su investigación sobre la memoria a largo plazo y los procesos de pensamiento en esta investigación y finalmente diseñó una arquitectura cognitiva que llamó ACT. Él y sus alumnos fueron influenciados por el uso que Allen Newell hizo de la expresión «arquitectura cognitiva». El laboratorio de Anderson utilizó el término para referirse a la teoría ACT tal como estaba plasmada en una colección de artículos y diseños (no había una implementación completa de ACT en ese momento).
En 1983, John R. Anderson publicó el trabajo fundamental en esta área, titulado La arquitectura de la cognición. Uno puede distinguir entre la teoría de la cognición y la implementación de la teoría. La teoría de la cognición bocetó la estructura de las distintas partes de la mente y se comprometió con el uso de reglas, redes asociativas y otros aspectos. La arquitectura cognitiva implementa la teoría en las computadoras. El software utilizado para implementar las arquitecturas cognitivas también eran «arquitecturas cognitivas». Por lo tanto, una arquitectura cognitiva también puede referirse a un plano para agentes inteligentes . Propone procesos computacionales (artificiales) que actúan como ciertos sistemas cognitivos, la mayoría de las veces, como una persona, o actúan de manera inteligente bajo alguna definición. Las arquitecturas cognitivas forman un subconjunto de arquitecturas de agentes generales. El término «arquitectura» implica una aproximación que intenta modelar no tan sólo el comportamiento, sino también las propiedades estructurales del sistema modelado.

## Distinciones
Las arquitecturas cognitivas pueden ser simbólicas, conexionistas o híbridas. Algunas arquitecturas o modelos cognitivos se basan en un conjunto de reglas genéricas, como, por ejemplo, el Lenguaje de Procesamiento de Información (por ejemplo, Soar basado en la teoría unificada de la cognición, o de manera similar ACT-R ). Muchas de estas arquitecturas se basan en la analogía de que la mente es como una computadora. En contraste, el procesamiento subsimbólico no especifica tales reglas a priori y se basa en propiedades emergentes de las unidades de procesamiento (por ejemplo, nodos). Las arquitecturas híbridas combinan ambos tipos de procesamiento (como CLARION). Una distinción adicional es si la arquitectura está centralizada con un correlato neuronal de un procesador en su núcleo o descentralizada (distribuida). El enfoque descentralizado se ha vuelto popular bajo el nombre de procesamiento distribuido paralelo a mediados de la década de 1980 y conexionismo, siendo un excelente ejemplo las redes neuronales . Otra cuestión de diseño es, además, la elección entre una estructura holística y atomística o modular (más concreta).
En la IA tradicional, la inteligencia a menudo se programa desde arriba: el programador es el creador, crea algo y lo impregna de su inteligencia, aunque muchos sistemas de IA tradicionales también fueron diseñados para aprender (por ejemplo, mejorar su competencia en juegos o en la resolución de problemas). La informática de inspiración biológica, por otro lado, adopta a veces un enfoque más descentralizado y de abajo hacia arriba; Las técnicas bioinspiradas a menudo implican el método de especificar un conjunto de reglas genéricas simples o un conjunto de nodos simples, de cuya interacción emerge el comportamiento general. Se espera ir acumulando complejidad hasta que el resultado final sea algo marcadamente complejo (ver sistemas complejos). Sin embargo, también se puede argumentar que los sistemas diseñados de arriba hacia abajo sobre la base de observaciones de lo que los humanos y otros animales pueden hacer en lugar de observaciones de mecanismos cerebrales, también están inspirados biológicamente, aunque de manera diferente.

## Ejemplos notables
Algunas arquitecturas cognitivas conocidas, en orden alfabético:
| Nombre                                                       | Descripción |
| ------------------------------------------------------------ | --- |
| 4CAPS                                                        | desarrollada en la Universidad Carnegie Mellon por Marcel Just y Sashank Varma. |
| 4D-RCS Arquitectura de modelo de referencia                  | desarrollada por James Albus en el Instituto Nacional de Estándares y Tecnología es una arquitectura de modelo de referencia que proporciona una base teórica para el diseño, la ingeniería y la integración de sistemas inteligentes de software para Vehículos terrestres no tripulados. |
| ACT-R                                                        | desarrollada en la Universidad Carnegie Mellon bajo la dirección de John B. Anderson |
| ASMO                                                         | desarrollada por Rony Novianto, Mary-Anne Williams y Benjamin Johnston en la Universidad Tecnólogica de Sídney. Esta arquitectura cognitiva está basada en la idea que las acciones/comportamientos compiten por los recursos de un agente. |
| CHREST                                                       | desarrollada bajo la dirección de Fernand Gobet en la Universidad Brunel y Peter C. Lane en la Universidad de Hertfordshire. |
| CLARION                                                      | la arquitectura cognitiva, desarrollada bajo la dirección de Ron Sun en el Instituto Politécnico Rensselaer y en la Universidad de Misuri. |
| CMAC                                                         | El Controlador del Modelo Cerebelar de Articulación (CMAC) es un tipo de red neuronal basada en el modelo del cerebelo de los mamíferos. Es un tipo de memoria asociativa. El CMAC fue propuesto por primera vez como un modelador de funciones de controles robóticos por James Albus en 1975 y ha sido usado extensamente en aprendizaje por refuerzo y también para la clasificación automatizada en la comunidad de aprendizaje automático. |
| Copycat                                                      | por Douglas Hofstadter y Melanie Mitchell en la Universidad de Indiana Bloomington. |
| DAYDREAMER                                                   | desarrollada Erik Mueller en la Universidad de California en los Ángeles bajo la dirección de Michael G. Dyer |
| DUAL                                                         | desarrollada en la Nueva Universidad Búlgara bajo el mando de Boicho Kokinov. |
| FORR                                                         | desarrollada por Susan L. Epstein en la Universidad Municipal de Nueva York. |
| Framsticks                                                   | una arquitectura neural distribuida conexionista para criaturas simuladas o robots, en donde los módulos de redes neuronales compuestos de neuronas heterógenas (incluyendo receptores y efectores) pueden ser diseñados y evolucionados. |
| Google DeepMind                                              | La compañía ha creado una red neuronal que aprende a jugar videojuegos de la misma forma que los humanos y una red neuronal que puede ser capaz de acceder a una memoria externa como una Máquina de turing convencinal, resultando en una computadora que posiblemente aparenta imitar a la memoria a corto plazo del cerebro humano. El algoritmo subyacente se basa en una combinación de Q-learning con redes neuronales recurrente multicapa. (También ver una descripción general por Jürgen Schmidhuber en trabajo relacionado más reciente Deep learning)     |
| Memoria holográfica asociativa                               | Esta arquitectura es parte de la familia de memorias asociativas basadas en correlaciones, donde la información es mapeada sobre la orientación de fase de los números complejos en una Superficie de Riemann. Fue inspirada por el modelo holonómico cerebral por Karl H. Pribram. Hológrafos han demostrado ser efectivos para tareas de memoria asociativa, generalización, y reconocimiento de patrones con atención cambiante. |
| Memoria temporal jerárquica                                  | Esta arquitectura es un modelo de Aprendizaje automático en línea desarrollado por Jeff Hawkins y Dileep George de Numenta, Inc. que modela algunas de las propiedades estructurales y algorítmicas delneocórtex. HTM es un modelo biomimético basado en la teoría de funcionamiento cerebral de memoria-predicción descrita por Jeff Hawkins en su libro Sobre Inteligencia. HTM es un método para descubrir e inferir las causas de alto nivel de los patrones y secuencias de entrada observados, construyendo así un modelo cada vez más complejo del mundo.      |
| CoJACK                                                       | Una extensión inspirada de ACT-R al sistema multi agente JACK que agrega una arquitectura cognitiva a los agentes para provocar comportamientos más realistas (parecidos a los humanos) en entornos virtuales. |
| IDA and LIDA                                                 | implementando Teoría Global del Espacio de Trabajo, desarrollada bajo el mando de Stan Franklin en la Universidad de Memphis. |
| MANIC (Cognitive Architecture)                               | Michael S. Gashler, Universidad de Arkansas. |
| PRS                                                          | 'Sistema de razonamiento procedural', desarrollado por Michael Georgeff y Amy Lansky en SRI International. |
| Psi-Theory                                                   | desarrollada bajo el mando de Dietrich Dörner en la Universidad de Otto-Friedrich en Bamberg, Alemania. |
| Spaun (Red Unificada de Arquitectura de Punteros Semánticos) | por Chris Eliasmith en el Centro para Neurociencias Teóricas en la Universidad de Waterloo; Spaun es una red de 2 500 000 neuronas de impulsos artificiales, la cual usa grupos de estas neuronas para completar tareas cognitivas a través de coordinación flexible. Los componentes del modelo se comunican utilizando neuronas de impulso que implementan representaciones neuronales llamadas «punteros semánticos» usando varios patrones de disparo. Los punteros semánticos pueden entenderse como elementos de un espacio de vectores neuronales comprimidos. |
| Soar                                                         | desarrollada bajo el mando de Allen Newell y John Laird en la Universidad Carnegie Mellon y la Universidad de Míchigan. |
| Sociedad de la Mente                                         | propuesta por Marvin Minsky. |
| La maquina de emociones                                      | propuesta por Marvin Minsky. |
| Memoria distribuida con baja densidad                        | fue propuesta por Pentti Kanerva en el Centro de Investigación Ames como una arquitectura factible que pudiera almacenar patrones grandes y recuperarlos basado en coincidencias parciales con patrones que representan las entradas sensoriales actuales. |
| Arquitecturas de subsunción                                  | desarrollada por ejemplo por Rodney Brooks (aunque se podría debatir si son cognitivas). |